# Izanagi
Pour les articles homonymes, voir Izanagi (homonymie).
Izanagi (イザナギ) est une divinité du shintoïsme — un kami — co-créateur du monde et du Japon. Son histoire est rapportée dans le Kojiki et le Nihon shoki, deux recueils traitant du mythe de la création du monde.

## Légende
La terre au commencement était vide et « comme une méduse dans la mer ». Une divinité masculine, Izanagi, et une divinité féminine, Izanami, reçurent pour mission de donner forme à ce chaos primordial et de créer un monde. Mais pour cela, il fallait tout d'abord créer une terre ferme. C'est ce qu'ils firent au moyen d'une lance appelée Amenonuhoko (天沼矛, la « Lance Céleste ») qu'ils trempèrent dans l'océan et agitèrent en tous sens. Les gouttes tombées de la lance formèrent les îles japonaises, en commençant par Onogoro (磤馭慮, « première terre ferme »).
Après une expérience infructueuse car c'était Izanami qui avait pris l'initiative de leur union, les deux kami engendrèrent de nombreux autres kami qui formèrent petit à petit tout ce que contient la nature : les îles, les montagnes, les fleuves, le vent, le sable, etc.
Mais alors qu'elle donnait naissance au kami du feu, Kagutsuchi, Izanami fut mortellement brûlée et se retira au royaume des morts. Fou de rage, Izanagi décapita Kagutsuchi (qui n'était alors qu'un nouveau-né), le sang donna naissance à huit nouvelles divinités dont Takemikazuchi et Futsunushi, et décida d'aller rejoindre Izanami à la terre des morts, Yomi.
Il parvint à retrouver Izanami, mais celle-ci le supplia de ne pas la regarder car elle devait tout d'abord demander l'autorisation de revenir sur terre aux kami des enfers. Mais l'impatience d'Izanagi fut plus forte et il réussit à surprendre son épouse. Il fut alors horrifié de constater que le corps de celle-ci avait commencé à pourrir et répandait une horrible odeur. Izanami, humiliée et furieuse d'avoir été surprise, se mit à la poursuite d'Izanagi qui s'enfuyait.
Izanami ordonne à des shikome de capturer Izanagi avant qu'il ne parvienne à sortir du monde des morts et ce dernier tente une ruse pour échapper à la créature : il jette son chapeau au sol et le transforme en grappe de raisin. Ce subterfuge ne suffit pas et d'autres créatures du Pays des Morts se joignent à la poursuite. Izanagi trouve finalement une solution en urinant sur un arbre afin de créer une rivière pour ralentir ses poursuivants. Il parvient à s'échapper de justesse et scelle l'entrée du royaume des morts d'une lourde pierre. Izanami lui déclare alors que pour se venger, elle tuerait chaque jour mille créations d'Izanagi. Mais celui-ci répondit qu'il en créerait mille-cinq-cents, donnant ainsi naissance au cycle de la vie et de la mort. 
Izanagi alla ensuite se purifier à l'embouchure du fleuve Tachibana, à Himuka (actuelle préfecture de Miyazaki) en effectuant un rituel spécifique qui transforme ce que l'eau touche en divinité. De son œil gauche naît Amaterasu, kami du soleil ; de son œil droit Tsukuyomi, kami de la lune ; et de son nez Susanoo, kami des tempêtes,. 
Ainsi, le bain d'Izanagi est considéré dans le shintoïsme comme la fondation du harae, une des pratiques de purification les plus importantes. Izanagi est souvent associé à la création et à l’ordre cosmique dans le shintoïsme. Son histoire illustre des concepts essentiels de la religion japonaise, tels que la purification (misogi) et l’équilibre entre la vie et la mort.

## Dans la culture populaire
- Dans le manga Naruto, Izanagi est une technique interdite du Sharingan du clan Uchiwa utilisée notamment par Danzô Shimura et par Obito Uchiwa, Izanagi permet de modifier le destin : ainsi, l'utilisateur peut soigner ses blessures instantanément ou éviter la mort. Cependant, l'utiliser signifie perdre définitivement l'usage d'un de ses yeux. Certains Uchiwa utilisaient Izanagi pour éliminer leurs rivaux du clan et devenaient obsédés par ce pouvoir. D'autres Uchiwa ont alors créé Izanami, une technique pour les forcer à redevenir ceux qu'ils étaient avant d'êtres possédés.
- Izanagi est le premier à avoir tué Orochi pour sauver Izanami de la mort dans le jeu Okami.
- Dans le jeu Persona 4, Izanagi est le « persona » originel du héros. Izanami est le dernier boss.
- Izanagi et Izanami sont aussi utilisés à Darker than Black saison 2.
- Dans Nura : Le Seigneur des Yokaï, Kanzen naru fusei, Izanagi est une technique utilisée par le yōkai de Tono, Awashima. Awashima est aussi le nom du deuxième enfant d'Izanami et d'Izanagi dans le Kojiki.
- Dans Destiny 2, un fusil de précision de rareté exotique (le plus haut rang) s'appelle le Fardeau d'Izanagi.
- (10209) Izanaki astéroïde.
- Dans le 18e jeu vidéo de la série Touhou Project, Touhou Kouryuudou ～ Unconnected Marketeers, le 4e niveau se passe dans une mine abandonnée, riche en « objet d'Izanagi », un minéral fictif sacré.
- Dans le film Voyage vers Agartha le voyage d’Izanagi à Yomi est raconté par le professeur.